# Nitocrella afghanica
Nitocrella afghanica är en kräftdjursart som beskrevs av Günther Sterba 1973. Nitocrella afghanica ingår i släktet Nitocrella och familjen Ameiridae. Inga underarter finns listade i Catalogue of Life.